# Eva Öhrström
Eva Öhrström, född 15 oktober 1944, är en svensk musikvetare. 
Öhrström disputerade vid musikvetenskapliga institutionen vid Göteborgs universitet 1987. Hon anställdes året efter som lektor vid Kungliga Musikhögskolan i Stockholm. 1992 utnämndes hon till docent vid Göteborgs universitet och 1996 till docent vid Åbo Akademi i Finland. 2002 befordrades hon till professor.  
Musikvetenskap motsvarade ämnet musik och samhälle vid Musikhögskolorna och specialiseringen var musikhistoria. Publikationerna behandlar främst svensk musikhistoria mellan perioden 1780 till 1950. I doktorsavhandlingen behandlas kvinnornas musicerande inom de högre stånden mellan 1800 och 1900. Med utgångspunkt från ett kvinnoperspektiv har sedan publicerats artiklar om musicerande i salongerna samt artiklar kring det under 1800-talets slut framväxande konsertväsendet och om folkkonserter som gavs i Stockholm och Göteborg. Flera kortare biografier är publicerad inom ramen för projektet "Levande musikarv" 2012-2015.  
1999 publicerades biografin "Elfrida Andrée. Ett levnadsöde" som nominerades till Augustpriset och 2016 biografin "Adolf Fredrik Lindblad. En tonsättare och hans vänner". 2022 publicerades "Alla fredagsaftnar samlades man. Salongsliv genom århundradena."